# جوآن لندن
جوآن الیزابت لندن (انگلیسی: Joan Elizabeth London)؛ (متولد ۲۴ ژوئیه ۱۹۴۸) نویسنده استرالیایی، داستان کوتاه، فیلمنامه و رمان‌نویس است.

## زندگی‌نامه
او فارغ‌التحصیل دانشگاه وسترن استرالیا در رشته زبان انگلیسی و فرانسه و مدرس زبان انگلیسی به عنوان زبان دوم و یک کتاب فروش است. او در فریمنتل، استرالیایی غربی با شوهرش جفری لندن زندگی می‌کند.
جون لندن نویسنده دو مجموعه داستان است. اولین داستان کشتی خواهران برنده کتاب سال (۱۹۸۶) شد و دومین داستان نامه به کنستانتین، جایزه استیل راد را تصاحب کرد و برنده جایزه برتر وال‌استریت برای داستان‌های خیالی در (۱۹۹۴) شد. این دو مجموعه با هم به عنوان «عصر جدید تاریکی» منتشر شدند. استیل راد جایزه او به چاپ سه رمان گیلگامش، والدین خوب و عصر طلایی را منتشر کرده‌است.
پاتریک سفید جایزه در سال ۲۰۱۵ جایزه پاتریک به او اهدا شد.
او با جفری لندن ازدواج کرده که پیش از این در ویکتوریا و استرالیای غربی، به حرفه معماری برای دولت مشغول بود.

## کتابشناسی

### داستان‌های کوتاه
- خواهر کشتی (۱۹۸۶)
- نامه ای به کنستانتین (۱۹۹۳)
- عصر تاریکی جدید (۲۰۰۴)

### رمان
- گیلگامش (۲۰۰۱)این رمان به وسیله اکرم پدرام نیا به فارسی ترجمه شده است.
- والدین خوب (۲۰۰۸)
- لندن، Joan (2014), The Golden Age, North Sydney, NSW, کتاب‌خانه تصادفی Australia Pty Ltd ISBN 978-1-74166-644-1

### مطالعات انتقادی و بررسی آثار لندن
- Goldsworthy, Kerryn (سپتامبر 2014). "Liminality". استرالیا نقد کتاب. 364: 11.   نقد و بررسی از عصر طلایی.
- نقد و بررسی کتاب (۱۵ ژوئن 2016).نظرات Kirkus. نقد و بررسی از عصر طلایی.

## جایزه و نامزد
- 1986: عصر کتاب سال کتاب سال و جایزه داستان برای کشتی خواهر
- 1986: Western Australia هفته جایزه ادبی برای کشتی خواهر
- 1994: استیل راد جایزه برای نامه به کنستانتین
- 1994: غربی استرالیا برتر کتاب جوایز برای نامه به کنستانتین
- 2002: عصر کتاب سال داستان جایزه برای گیلگامش
- 2002: مایلز فرانکلین جایزه شارت برای گیلگامش
- 2002: New South Wales برتر جایزه ادبی کوتاه برای گیلگامش
- 2003: تاسمانی حاشیه اقیانوس آرام منطقه جایزه شارت برای گیلگامش
- 2009: New South Wales برتر جایزه ادبی کریستینا جا جایزه برای داستان برای این پدر و مادر خوب
- 2015: نخست‌وزیر ادبی جایزه برای عصر طلایی
- 2015: پاتریک سفید جایزه
- 2015: نیتا Katchers جایزه ادبی برای عصر طلایی
- 2015: مایلز فرانکلین جایزه شارت برای عصر طلایی